# Naives-devant-Bar

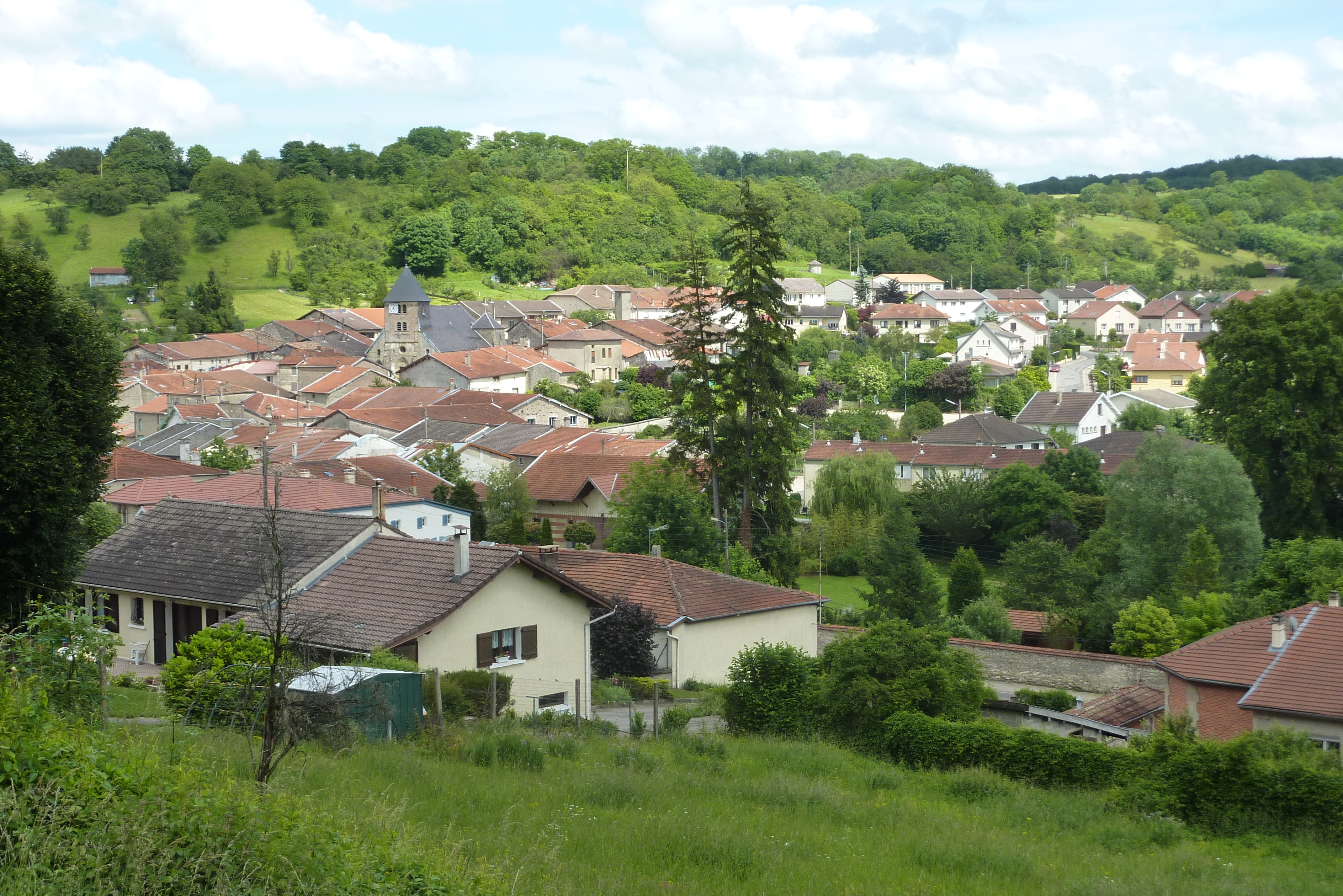
Naives-devant-Bar

Naives-devant-Bar ist ein Ortsteil der französischen Gemeinde Naives-Rosières im Département Meuse in der Region Grand Est. Im Jahr 1973 wurden die Gemeinden Naives-devant-Bar und Rosières-devant-Bar zur neuen Gemeinde Naives-Rosières  zusammengelegt.

## Sehenswürdigkeiten

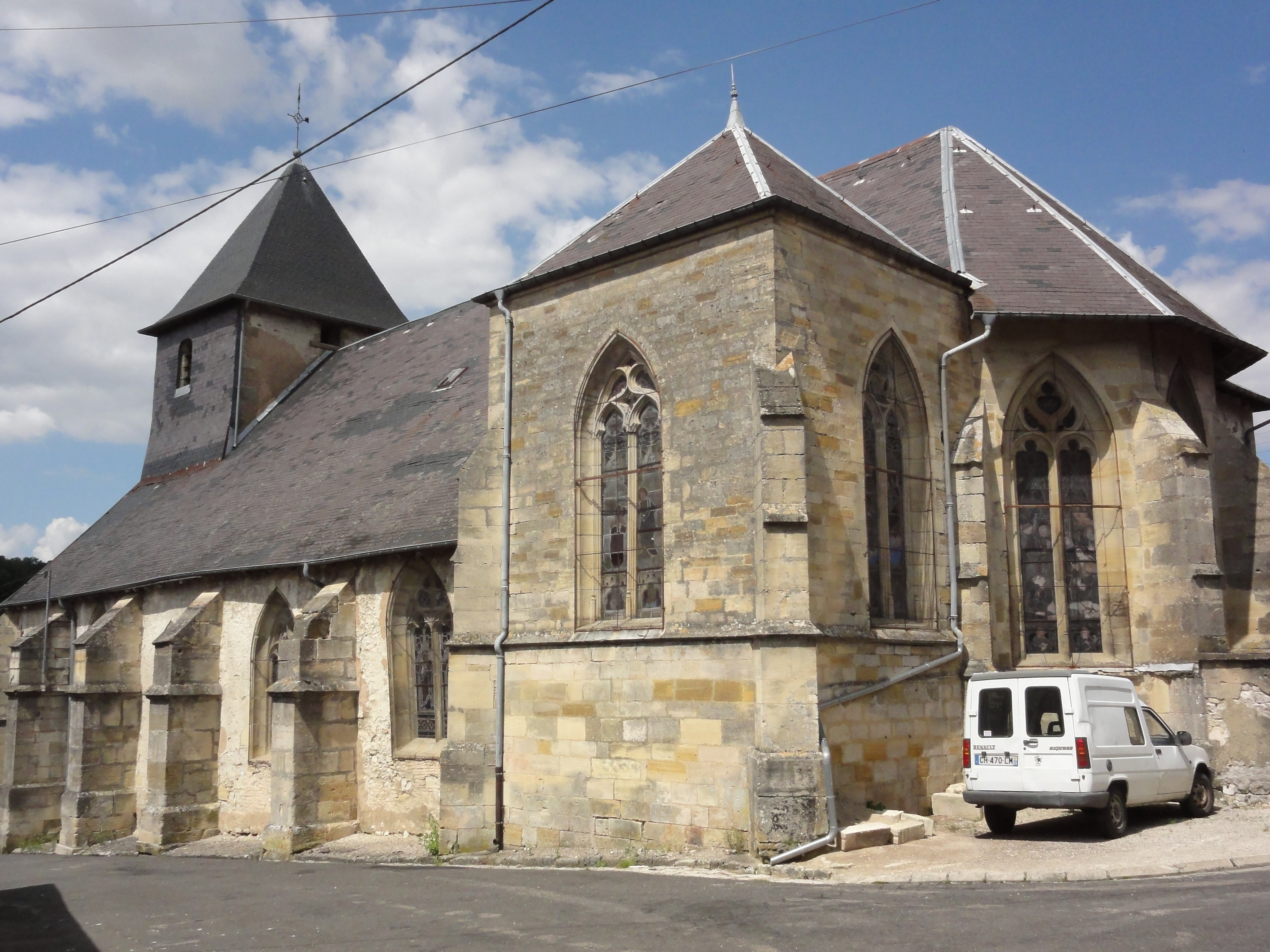
Kirche Saint-Maurice

- Kirche Saint-Maurice aus dem 15./16. Jahrhundert mit Reiterstatue, seit 1989 Monument historique